# علم إريتريا
علم إريتريا (تغرينية: ሃገራዊት ባንዴራ ኤርትራ) اعتمد العلم الحالي في 5 كانون الأول - ديسمبر من سنة 1995 بعد الانفصال عن إثيوبيا يوم 24 أيار - مايو من سنة 1991. ويتكون من مثلث أحمر متساوي الساقين قاعدته في جهة السارية وفي وسطه غصن زيتون أصفر يحيط به إكليل أصفر ويفصل المثلث الأحمر بين مثلثين قائمي الزاوية حيث المثلث الأعلى لونه أخضر والأسفل لونه أزرق.

## معاني ألوان العلم الإريتري
- الأخضر: يمثل خصوبة الأرض والثروة الزراعية لدولة إريتريا.
- الأحمر: يمثل الدماء التي أريقت لأجل الحرية والاستقلال.
- الأزرق: يمثل البحر الأحمر الذي تطل عليه البلاد قرب الحدود البحرية مع ولاية البحر الأحمر السودانية من جهة، ويمثل البحر الأحمر الذي يمتد عليه الجزء الشمالي الشرقي من البلد الأفريقي في مواجهة السواحل الآسيوية لمناطق مكة المكرمة وعسير وجازان غربي السعودية ومحافظات حجة والحديدة وتعز غربي اليمن من جهة ثانية، ويمثل أيضاً مضيق باب المندب الذي تطل عليه إريتريا قرب الحدود البحرية مع جيبوتي من جهة ثالثة.
- الأصفر لغصن الزيتون والإكليل: يمثل الثروة المعدنية للبلد الأفريقي.
- غصن الزيتون: يمثل رمز السلام.
- أورق إكليل الزهور الثلاثين:تمثل الثلاثين عامًا التي قضتاها إريتريا في النضال.[3][4]

## أعلام تاريخية

علم إريتريا من 1952 إلى 1962 (نسبة 2: 3)
علم الجبهة الشعبية لتحرير إريتريا